# 韓石峰
韓石峰（かん・せきほう、1543年 - 1605年）は、朝鮮（李氏朝鮮時代）の書家。石峰は号。名は濩。字は景洪。『韓石峰書千字文』で知られる。本貫は清州韓氏。

## 概説
現代の大韓民国では「木こりをしながら文字を読み書きした有名な偉人」として、韓石峰の石像を置いている学校がある。